# Acronicta leucocuspis
Acronicta leucocuspis là một loài bướm đêm trong họ Noctuidae.